# Maria Agustina Sarmiento
Maria Agustina Sarmiento. Menina de la infanta Margarida d'Espanya. Filla de Diego Sarmiento de Sotomayor, III Comtessa de Salvatierra i hereva el ducat d'Abrantes per part materna. Representada l'any 1656 per Velázquez al quadre de Las Meninas, en el qual està oferint aigua a la infanta Margarida.
Es va casar tres anys més tard amb Juan Domingo Ramírez de Arellano, Comte de Aguilar. Mort aquest el 1668, contreu nou matrimoni amb Diego Felipe Zapata, Comte de Barajas, de qui també va enviduar.